# كرياتين
الكرياتين مركب نيتروجيني عضوي يتم الحصول عليه عن طريق الأغذية التي يتناولها الإنسان يوميا مثل اللحم والسمك الذي يحتوي كل كلغم منها على 5 جم تقريبا منه. يوفر النظام الغذائي اليومي للإنسان حوالي 1-2جم يوميا من الكرياتين، أما بالنسبة للأفراد النباتين فإن نسبة الكرياتين لديهم لا شك أنها أقل من الأفراد الذين يتناولون اللحوم والأسماك.
يمكن تعويض الكرياتين أيضا من مصادر داخلية حيث يتم تركيبه بصورة أساسية في الكبد والبنكرياس والكلى من بعض الأحماض الأمينية الأساسية التي يحصل عليها من الداخل وهي الجليسين، والأرجنين، والميثونين. يتراوح مستوى الكرياتين الكلي في الجسم (الكرياتين + فوسفات الكرياتين) في العضلات الهيكلية للإنسان 125 مللي مول/كجم، حيث تحتوي العضلات على 95% بينما تحتوي عضلة القلب والمخ والكلى والخصيتين على الجزء الباقي وهو 5%. الكرياتين فوسفات هي الصيغة التي يكتسب منها الجسم والعضلات الطاقة.
الكرياتين لم يصنف كعقار آمن وفعال أو خالص بواسطة إدارة الأطعمة والعقاقير. كل إمكانيات وايجابيات وسلبيات المركب غير معروفة.بالإضافة، هذة المركبات ليس لها تنظيم وتنسيق وأماكن لصنعها بمقاييس. طُرِح نموذج عشبي/صحي مكمل للمركب للبيع يحتوي على معادن وبروتين  مع العلم المركب العشبي/الصحي المفترض به ان يكون صفقة جديرة بالثقة لكونه مصدر يخفض ويقلص خطر التلوث.

## الوظائف والتأثيرات في جسم الإنسان
الكرياتين في شكل فوسفات الكرياتين (أيضا فوسفوكرياتين، PCr) مطلوب في المقام الأول لتقلص العضلات   ولكن أيضا لوظيفة الدماغ و الأعصاب  يوفر فوسفات الكرياتين مجموعة الفسفوريل التي تستخدم لتحويل أدينوسين ثنائي الفوسفات  (ADP) المتكون أثناء انكماش العضلات إلى أدينوسين ثلاثي الفوسفات (ATP). ومن أجل تجديد احتياطيات حامل الطاقة ATP، تستخدم العضلات بشكل أساسي الفوسفوكرياتين ( فوسفات الكرياتين)، خاصة في الدقيقة الأولى من النشاط العضلي. في الخلايا المريحة، يوجد حوالي 60% من الكرياتين على شكل فوسفوكرياتين (حامل الطاقة) و40% على شكل كرياتين حر (سلائف الطاقة). تتراوح كمية الكرياتين المخزونة في جسم الإنسان من 120 إلى 150 جرامًا عند الشخص البالغ، ويتم إخراج حوالي 1.5-2% من إجمالي الكرياتين يوميًا على شكل كرياتينين عن طريق الكلى في البول.

فوسفوكرياتين ينقل الفوسفات إلى ADP.

الكرياتين ضروري للتطور الطبيعي لجسم الإنسان ولأداء الوظيفة المثلى لأعضاء الجسم (العضلات، الدماغ، الأعصاب، الرؤية والسمع، والتكاثر). يمكن أن تكون مكملات الكرياتين مفيدة ويتم الإشارة إليها في ضوء التغيرات في الحياة (الإجهاد والأداء العالي) والظروف الغذائية.
الكرياتين ضروري للنمو الطبيعي للجسم، وخاصة الدماغ أثناء التطور الجنيني وفترة الطفولة المبكرة، وكذلك للوظيفة الفسيولوجية الطبيعية للعضلات وأعضاء الجسم الأخرى. أظهرت حيوانات التجارب التي تم فيها تقليل محتوى الكرياتين في العضلات والدماغ عن طريق تغذية نظير الكرياتين (حمض β-guanidinyl بروبيونيك، GPA) اضطرابات مرضية كبيرة في وظائف العضلات والدماغ. بالإضافة إلى ذلك، تظهر حيوانات التجارب المعدلة وراثيًا التي لم تعد تعبر عن الكرياتين كيناز (CK) أنماطًا ظاهرية فيزيولوجية مرضية خطيرة، اعتمادًا على أي من الأشكال الإسوية للكرياتين كيناز الأربعة المفقودة في العضلات و/أو الدماغ.
الأشخاص الذين يعانون من متلازمة نقص الكرياتين، مع عيوب وراثية إما في الإنزيمين المشاركين في تخليق الكرياتين الداخلي (AGAT و GAMT) أو في ناقل الكرياتين، البروتين الذي ينقل الكرياتين إلى الخلايا المستهدفة، يظهرون اضطرابات عصبية وعصبية عضلية شديدة، واضطرابات مرضية، على سبيل المثال ضعف العضلات، اضطرابات النمو، عدم القدرة على تعلم الكلام، الصرع، التوحد، والإعاقات الذهنية.[24] وهذا يثبت أن توفير كمية كافية من الكرياتين للكائن الحي، إلى جانب وجود الكرياتين كيناز  أمر ضروري للتطور الطبيعي ووظيفة أعضاء الجسم.